# 1990年の鉄道
1990年の鉄道（1990ねんのてつどう）とは、1990年（平成2年）に起こった鉄道関係の出来事をまとめたページである。
1989年の鉄道 - 1990年の鉄道 - 1991年の鉄道

## 出来事の一覧

### 2月
- 2月21日
  - 神戸新交通
    - （新線開業） 六甲アイランド線 住吉駅 - マリンパーク駅 (4.5km)
    - （新駅開業） 住吉駅、魚崎駅、南魚崎駅、アイランド北口駅、アイランドセンター駅、マリンパーク駅（六甲アイランド線）

### 3月
- 3月10日
  - 北海道旅客鉄道
    - （駅廃止） 雨煙別駅、政和温泉駅、蕗ノ台駅、白樺駅（深名線）
    - （ワンマン運転開始） 函館本線（上砂川支線） 砂川駅 - 上砂川駅

  - 東日本旅客鉄道
    - （延伸開業） 京葉線 東京駅 - 新木場駅 (7.4km)
    - （路線愛称使用開始） 宇都宮線（東北本線 上野駅 - 黒磯駅）
    - （新駅開業） 八丁堀駅、越中島駅（旅客駅）、潮見駅（京葉線）
    - （新駅開業） くりこま高原駅（東北新幹線 古川駅 - 一ノ関駅間）
    - （駅名改称） 越中島貨物駅 ← 越中島駅（貨物駅）（総武本線(越中島支線)）

  - 東海旅客鉄道
    - （ワンマン運転開始） 紀勢本線 亀山駅  - 松阪駅
    - （ワンマン運転開始） 高山本線 岐阜駅 - 美濃太田駅
    - （ワンマン運転開始） 身延線 富士駅 - 西富士宮駅（一部列車のみ）

  - 西日本旅客鉄道
    - （電化） 山陰本線 京都駅 - 園部駅 (34.2km・直流1500V)
    - （電化） 東海道本線（山陰連絡線） 梅小路駅 - 丹波口駅 (3.3km・直流1500V)

  - 九州旅客鉄道
    - （新駅開業） けやき台駅（鹿児島本線 原田駅 - 基山駅間）
    - （新駅開業） 長里駅（長崎本線 小長井駅 - 湯江駅間）
    - （複線化） 長崎本線 浦上駅 - 長崎駅

  - 日本貨物鉄道
    - （駅名改称） 秋田貨物駅 ← 秋田操駅（奥羽本線）
    - （駅名改称） 越中島貨物駅 ← 越中島駅（総武本線(越中島支線)）
    - （駅名改称） 川崎貨物駅 ← 塩浜操駅（東海道本線(東海道貨物線)）
    - （駅名改称） 新潟貨物ターミナル駅 ← 新潟操駅（白新線）
    - （駅名改称） 富山貨物駅 ← 富山操駅（北陸本線）

  - 神奈川臨海鉄道
    - （駅名改称） 川崎貨物駅 ← 塩浜操駅（浮島線、千鳥線、水江線）

  - 松浦鉄道
    - （新駅開業） 里駅（西九州線 東山代駅 - 楠久駅間）
    - （新駅開業） 鳴石駅（西九州線 楠久駅 - 久原駅間）
    - （新駅開業） 福島口駅（西九州線 浦ノ崎駅 - 今福駅間）
    - （新駅開業） 今福鷹島口駅、前浜駅（西九州線 今福駅 - 調川駅間）
    - （新駅開業） いのつき駅（西九州線 高岩駅 - 潜竜ヶ滝駅間）
    - （新駅開業） 野中駅（西九州線 皆瀬駅 - 左石駅間）
    - （新駅開業） 佐世保中央駅（西九州線 北佐世保駅 - 佐世保駅間）
- 3月14日
  - JRグループ旅客鉄道各社
    - 国鉄時代の1980年3月15日にスタートしたキャンペーン「いい旅チャレンジ20,000km」がこの日をもって終了[1]。
- 3月20日
  - 大阪市交通局
    - （新線開業） 鶴見緑地線 京橋駅 - 鶴見緑地駅 (5.2km)
    - （新駅開業） 京橋駅、蒲生四丁目駅、今福鶴見駅、横堤駅、鶴見緑地駅（鶴見緑地線）
- 3月27日
  - 小田急電鉄
    - （延伸開業） 多摩線 小田急多摩センター駅 - 唐木田駅 (1.5km)
    - （新駅開業） 唐木田駅（多摩線）
- 3月29日
  - 近江鉄道
  - （新駅開業） 大学前駅（本線 長谷野駅 - 桜川駅間）
- 3月30日
  - 京王帝都電鉄
    - （延伸開業） 相模原線 南大沢駅 - 橋本駅 (4.4km)
    - （新駅開業） 橋本駅（相模原線）

### 4月
- 4月1日
  - 西日本旅客鉄道
    - （路線廃止） 鍛冶屋線 野村駅 - 鍛冶屋駅 (13.2km)
    - （駅廃止） 西脇駅、市原駅、羽安駅、曽我井駅、中村町駅、鍛冶屋駅（鍛冶屋線）
    - （路線廃止） 大社線 出雲市駅 - 大社駅 (7.5km)
    - （駅廃止） 出雲高松駅、荒茅駅、大社駅（大社線）
    - （路線廃止） 宮津線 西舞鶴駅 - 豊岡駅 (83.6km)（北近畿タンゴ鉄道に転換）
    - （駅廃止） 四所駅、東雲駅、丹後神崎駅、丹後由良駅、栗田駅、宮津駅、天橋立駅、岩滝口駅、丹後山田駅、丹後大宮駅、峰山駅、網野駅、丹後木津駅、丹後神野駅、甲山駅、久美浜駅、但馬三江駅（宮津線）
    - （駅名改称） 西脇市駅 ← 野村駅（加古川線）
    - （路線開業）博多南線 博多駅 - 博多南駅
    - （新駅開業）博多南駅

  - 日本貨物鉄道
    - （第二種鉄道事業廃止） 石勝線 新夕張駅 - 清水沢駅

  - 名古屋鉄道
    - （複々線化） 名古屋本線 金山駅 - 神宮前駅

  - 北近畿タンゴ鉄道
    - （路線開業） 宮津線 西舞鶴駅 - 豊岡駅 (83.6km)（西日本旅客鉄道から転換）
    - （駅開業） 西舞鶴駅、四所駅、東雲駅、丹後神崎駅、丹後由良駅、栗田駅、宮津駅、天橋立駅、岩滝口駅、野田川駅（丹後山田駅から改称）、丹後大宮駅、峰山駅、網野駅、木津温泉駅（丹後木津駅から改称）、丹後神野駅、甲山駅、久美浜駅、但馬三江駅、豊岡駅（宮津線）

  - 平成筑豊鉄道
    - （新駅開業） 市場駅（伊田線 中泉駅 - 赤池駅間）
    - （新駅開業） 人見駅（伊田線 赤池駅 - 金田駅間）
    - （新駅開業） 上金田駅（伊田線 金田駅 - 糒駅間）
    - （新駅開業） 内田駅（田川線 油須原駅 - 勾金駅間）
- 4月4日
  - 相模鉄道
    - （延伸開業） いずみ野線 いずみ野駅 - いずみ中央駅 (2.2km)
    - （新駅開業） いずみ中央駅（いずみ野線）
- 4月23日
  - 名古屋鉄道
    - （駅廃止） 結城駅（谷汲線）

### 5月
- 5月1日
  - 九州旅客鉄道
    - （駅名改称） うきは駅 ← 筑後千足駅（久大本線）

### 6月
- 6月1日
  - 西日本旅客鉄道
    - （ワンマン運転開始） 関西本線 亀山駅 - 加茂駅

  - 大阪高速鉄道
    - （新線開業） 大阪モノレール線 千里中央駅 - 南茨木駅 (6.7km)
    - （新駅開業） 千里中央駅、山田駅、万博記念公園駅、茨木駅、南茨木駅（大阪モノレール線）
- 6月11日
  - 長崎電気軌道
    - （駅廃止） 入江町停留場（大浦支線）
- 6月16日
  - 栗原電鉄
    - （延伸開業） 栗原電鉄線 (旧)細倉駅 - 細倉マインパーク前駅 (0.2km)
    - （新駅開業） 細倉マインパーク前駅（栗原電鉄線）
    - （駅廃止） 細倉駅（栗原電鉄線）

### 7月
- 7月1日
  - 北海道旅客鉄道
    - （新駅開業） サッポロビール庭園駅（千歳線 長都駅 - 恵庭駅間）
    - （常設駅化） 知内駅 ← 新湯の里信号場（海峡線 吉岡海底駅 - 木古内駅間）
    - （信号場新設） 矢不来信号場（江差線 上磯駅 - 茂辺地駅間）

### 8月
- 8月2日
  - 埼玉新都市交通
    - （延伸開業） 伊奈線 羽貫駅 - 内宿駅 (1.1km)
    - （新駅開業） 内宿駅（伊奈線）

### 9月
- 9月1日
  - 北海道旅客鉄道
    - （駅廃止） 新富駅（深名線）
    - （駅廃止） 伊奈牛駅（石北本線）
    - （駅廃止） 琴平駅（宗谷本線 ）
    - （臨時駅化） (臨)張碓駅 ← 張碓駅（函館本線）
    - （ワンマン運転開始） 江差線 木古内駅 - 江差駅
- 9月27日
  - 西日本旅客鉄道
    - （新駅開業） 欽明路駅（岩徳線 柱野駅 - 玖珂駅間）

### 10月
- 10月1日
  - 北海道旅客鉄道
    - （駅廃止） 桜庭駅（留萠本線）

  - 平成筑豊鉄道
    - （新駅開業） あかじ駅（伊田線 直方駅 - 中泉駅間）
    - （新駅開業） 大藪駅（糸田線 糸田駅 - 田川後藤寺駅間）
    - （新駅開業） 今川河童駅（田川線 行橋駅 - 豊津駅間）
    - （新駅開業） 新豊津駅（田川線 豊津駅 - 犀川駅間）
- 10月2日
  - 大井川鐵道
    - （路線移設） 井川線 アプトいちしろ駅 - 接岨峡温泉駅 (5.6km)
    - （新駅開業） 長島ダム駅、ひらんだ駅、奥大井湖上駅（井川線 アプトいちしろ駅 - 接岨峡温泉駅間）
    - （駅移設・改称） アプトいちしろ駅 ← 川根市代駅（井川線）
    - （駅名改称） 接岨峡温泉駅 ← 川根長島駅（井川線）
    - （電化・アプト式転換） 井川線 アプトいちしろ駅 - 長島ダム駅 (1.5km・直流1500V)
    - （駅・仮乗降場廃止） 大加島仮乗降場、川根唐沢駅、犬間駅（井川線）
- 10月10日
  - 島原鉄道
    - （駅名改称） 職業訓練校前駅 ← 中央高校前駅（島原鉄道線）
- 10月12日
  - 会津鉄道
    - （電化） 会津線 会津田島駅 - 会津高原駅 (15.4km・直流1500V)
- 10月24日
  - 京都市交通局
    - （延伸開業） 烏丸線 北山駅 - 北大路駅 (1.2km)
    - （新駅開業） 北山駅（烏丸線）

### 11月
- 11月1日
  - 九州旅客鉄道
    - （駅名改称） 九州工大前駅 ← 新中原駅（鹿児島本線）
    - （駅名改称） えびの飯野駅 ← 飯野駅、えびの上江駅 ← 上江駅、えびの駅 ← 加久藤駅、京町温泉駅 ← 京町駅（吉都線）
    - （駅名改称） 豊後清川駅 ← 牧口駅（豊肥本線）
- 11月3日
  - 四国旅客鉄道
    - （新駅開業） 文化の森駅（牟岐線 二軒屋駅 - 地蔵橋駅間）
- 11月20日
  - 北海道旅客鉄道
    - （駅名改称） 摩周駅 ← 弟子屈駅（釧網本線）
- 11月21日
  - 四国旅客鉄道
    - （信号場新設） 大浦信号場（予讃線 浅海駅 - 伊予北条駅間）
    - （電化） 予讃線 伊予北条駅 - 伊予市駅 (29.1km・直流1500V)
- 11月28日
  - 帝都高速度交通営団
    - （延伸開業） 半蔵門線 三越前駅 - 水天宮前駅 (1.3km)
    - （新駅開業） 水天宮前駅（半蔵門線）

### 12月
- 12月1日
  - 東日本旅客鉄道
    - （駅名読み変更） 下野花岡駅（しもつけはなおか ← しもずけはなおか）（烏山線）
    - （駅名読み変更） 下野大沢駅（しもつけおおさわ ← しもずけおおさわ）（日光線）
- 12月2日
  - 京浜急行電鉄
    - （高架化） 本線 青物横丁駅 - 大森町駅
- 12月20日
  - 東日本旅客鉄道
    - （新線開業） 上越線（ガーラ湯沢支線） 越後湯沢駅 - ガーラ湯沢駅 (1.8km)
    - （新駅開業） ガーラ湯沢駅（上越線(ガーラ湯沢支線)）
- 12月22日
  - 平成筑豊鉄道
    - （新駅開業） 藤棚駅（伊田線 あかじ駅 - 中泉駅間）

## 主なダイヤ改正

### 3月
- 3月10日
  - 東日本旅客鉄道・東海旅客鉄道・西日本旅客鉄道・四国旅客鉄道・九州旅客鉄道
  - 名古屋鉄道（名古屋本線・特急「北アルプス」）
  - 伊勢鉄道
    - 特急南紀の1往復を快速化し「みえ」運行開始。「ホームライナーみえ」、臨時快速「伊勢路」廃止。

  - くま川鉄道 - ダイヤ改正。
    - 急行「くまがわ」の上り1往復をくま川鉄道湯前線 湯前駅発とする。

### 4月
- 4月8日
  - 名古屋鉄道
- 4月28日
  - 東日本旅客鉄道
    - （ダイヤ改正） 特急「スーパービュー踊り子」運行開始。

### 9月
- 9月1日
  - 北海道旅客鉄道
    - 急行「ちとせ」、急行「そらち」廃止。エル特急「ライラック」に統合。
    - 785系電車導入に伴い特急「ホワイトアロー」を「スーパーホワイトアロー」に名称変更。
    - 特急「おおぞら」のうち、帯広駅発着の列車を「とかち」に名称変更。
    - 急行「狩勝」廃止、快速「十勝」を狩勝に名称変更。

### 10月
- 10月1日
  - 北海道旅客鉄道
    - 臨時特急「モーニングエクスプレス」運行開始。

  - 名古屋鉄道（瀬戸線）
- 10月29日
  - 名古屋鉄道

## 災害・不通・事故など
- 10月30日
  - 東日本旅客鉄道
    - (事故） 田沢湖線の谷地踏切で立ち往生していた岩手観光バスの観光バスに特急「たざわ19号」が衝突。（特急たざわ観光バス衝突事故）
- 11月14日
  - 東日本旅客鉄道
    - （事故） 釜石線土沢駅構内で急行「陸中3号」が燃料切れのため立ち往生。（急行「陸中3号」燃料切れトラブル）

## 鉄道車両

### 新系列・新形式
- 北海道旅客鉄道
  - 785系電車
- 東日本旅客鉄道
  - 400系電車（試作車）〔つばさ〕
  - 251系電車〔スーパービュー踊り子〕
  - 253系電車〔成田エクスプレス〕
  - キハ100系気動車
  - キハ110系気動車
- 東海旅客鉄道
  - 300系電車（試作車）
- 四国旅客鉄道
  - 1000形気動車
  - 2000系気動車（量産車）
  - 7000系電車
- 日本貨物鉄道
  - コキ105形貨車
  - ホキ1000形貨車
- 北近畿タンゴ鉄道
  - KTR001形
- 東武鉄道
  - 100系電車 「スペーシア」
- 京成電鉄
  - AE100形電車
- 近畿日本鉄道
  - 26000系電車 「さくらライナー」
  - 20000系電車
- 函館市交通局
  - 8000形電車

### 譲渡形式
- 北陸鉄道←東京急行電鉄
  - 7000系電車
- 水間鉄道←東京急行電鉄
  - 7000系電車

### 消滅形式
- 日本貨物鉄道
  - ホキ6800形貨車
- 西武鉄道
  - 351系電車

### 受賞
- ブルーリボン賞：東日本旅客鉄道651系電車
- ローレル賞：西日本旅客鉄道221系電車、四国旅客鉄道2000系気動車
- エバーグリーン賞：東武鉄道5700系電車
- グッドデザイン賞：東武鉄道100系電車、近畿日本鉄道26000系電車